# 千万贯乡
千万贯乡，是中华人民共和国四川省凉山彝族自治州雷波县下辖的一个乡镇级行政单位。2020年6月，撤销五官乡，将其所属行政区域划归千万贯乡管辖。

## 行政区划
千万贯乡下辖以下地区：
石板滩村、田坝村、垭口村、马颈村、千万贯村和水口坝村。